# مارگارات ماده
مارگارات ماده (ایتالیایی: Margareth Madè؛ زادهٔ ۲۲ ژوئن ۱۹۸۲) مدل پیشین و بازیگر اهل ایتالیا است.
از جمله فیلم‌های او می‌توان به باریا اشاره کرد.